# Stop Killing Games
Stop Killing Games (SKG, «Alto a la destrución de videojuegos») es un movimiento e iniciativa de consumidores cuyo objetivo es la preservación de videojuegos luego de que sean retirados del mercado. La iniciativa fue iniciada en 2024 por Ross Scott después del cierre de The Crew, un videojuego de carreras que requería una conexión a Internet constante a pesar de ser principalmente un videojuego de un jugador. La iniciativa ganó popularidad rápidamente y fue cubierta por varios youtubers y medios de comunicación. El movimiento ha lanzado múltiples peticiones gubernamentales.

## Antecedentes
The Crew fue un videojuego de carreras de 2014 desarrollado por Ubisoft Ivory Tower y Ubisoft Reflections, publicado por Ubisoft. Se necesitaba una conexión a Internet constante para jugar, incluso en el modo de un jugador; intentar iniciar el juego sin conexión daba como resultado una pantalla de error. El 14 de diciembre de 2023, Ubisoft retiró el juego y sus expansiones de las plataformas digitales, suspendió la venta de microtransacciones y anunció que los servidores del juego se cerrarían el 31 de marzo de 2024, alegando «próximas limitaciones de infraestructura y licencias de servidores». Los servidores se apagaron según lo previsto en esa fecha. Cuando se anunció el cierre el 14 de diciembre de 2023, Ubisoft ofreció reembolsos a las personas que «recientemente» compraron The Crew. A principios de abril de 2024, días después del cierre, Ubisoft comenzó a revocar las licencias de los jugadores que habían comprado The Crew.

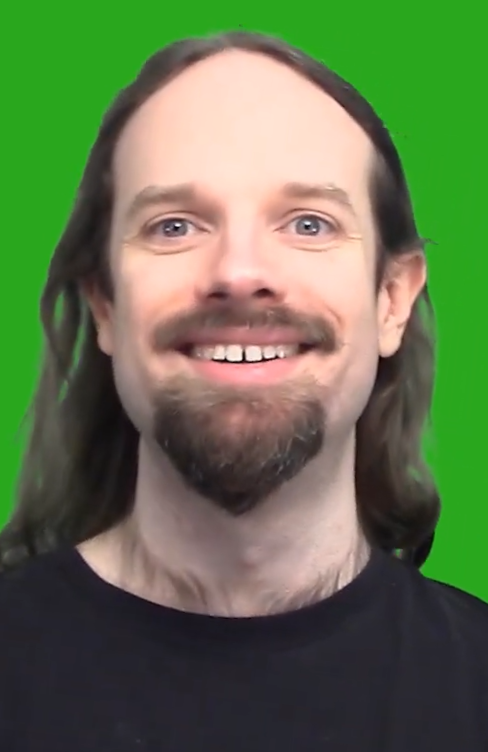
Scott en 2021.

Ross Scott es un youtuber principalmente conocido por su serie de machinima Freeman's Mind. Ha sido crítico del cierre de los videojuegos exclusivamente en línea, describiendo la práctica como un «ataque tanto a los derechos de los consumidores como a la preservación de medios» y comparándola con los estudios cinematográficos durante la era del cine mudo «que quemaban sus propias películas después de terminar de exhibirlas para recuperar el contenido de plata», al tiempo que señala que «la mayoría de las películas de esa época se han perdido para siempre». En 2019, Scott criticó los videojuegos como servicio, calificándolos de «fraude».

## Actividades
En abril de 2024, después del cierre de The Crew, Scott publicó un video en su canal de YouTube presentando Stop Killing Games y lanzó un sitio web para la iniciativa. La iniciativa alienta a los usuarios a votar en peticiones para obligar a los desarrolladores a proporcionar formas de jugar juegos después del final del soporte, como agregar un modo sin conexión o la capacidad de alojar servidores privados. También lanzó varias peticiones para Stop Killing Games, como una a la Dirección General de Competencia, Consumo y Protección contra el Fraude en Francia, una petición del Parlamento del Reino Unido y la iniciativa ciudadana europea en la Unión Europea, la última de las cuales obtuvo más de 350 000 firmas en los primeros dos meses.
El gobierno del Reino Unido respondió a la petición del Parlamento afirmando que «no existe ninguna exigencia en la legislación del Reino Unido que obligue a las empresas y proveedores de software a dar soporte a versiones anteriores de sus sistemas operativos, software o productos conectados». El 30 de mayo de 2024, la petición se interrumpió debido a una elección general. Se inició una nueva petición, que rápidamente consiguió más de 10 000 firmas, que era la cantidad necesaria para garantizar una respuesta del gobierno. En febrero de 2025, el gobierno del Reino Unido respondió a la nueva petición, afirmando que no tenía previsto modificar la legislación del consumidor sobre obsolescencia digital, pero señalando que si se indujera a los consumidores a creer que un juego se podrá jugar indefinidamente en ciertos sistemas, a pesar del fin del soporte físico, se podría exigir que el juego siga siendo técnicamente viable [...] para jugar en esas circunstancias».
En mayo de 2025, Scott publicó una hoja de cálculo que contenía varios videojuegos exclusivamente en línea y su estado de jugabilidad. Según la hoja de cálculo, el 68% de los 731 juegos no se podían jugar o estaban en riesgo. Los desarrolladores solo han rescatado 16 juegos que se podían jugar después de la discontinuación, mientras que los otros 110 han sido preservados por fanes.
Si bien la iniciativa ciudadana europea obtuvo muchas firmas al principio, rápidamente perdió impulso y se estancó en alrededor de 500 000 firmas, lo que representaba el 50% de la cantidad necesaria para que los representantes de la Comisión tomaran medidas. En junio de 2025, Scott subió un video recordando la petición y explicando que el problema de la falta de firmas «no es que los jugadores se interesen por los juegos, sino que la gente se interese por cualquier cosa».
El 2 de julio de 2025, la petición del Parlamento del Reino Unido alcanzó las 100 000 firmas, lo que significa que se considerará para su debate en dicho Parlamento. Un día después, el 3 de julio de 2025, la iniciativa ciudadana europea alcanzó 1 millón de firmas, lo que significa que será considerada para debate en la Comisión Europea, aunque Scott afirmó que aún se necesitan más firmas para contrarrestar las inválidas, que deben ser deducidas.

## Reacciones
Tras el lanzamiento del video de presentación de Stop Killing Games, rápidamente ganó visitas y fue cubierto por varios medios de noticias de videojuegos y youtubers.
Jason «Thor» Hall, creador de Heartbound, criticó la iniciativa en un vídeo en su canal de YouTube, Pirate Software. Se cree que su vídeo ha estancado el progreso de la iniciativa. El 23 de junio de 2025, Scott criticó el video de Hall, afirmando que este no entendía la campaña y que había malinterpretado la información.
Desde entonces, varios otros youtubers como Cr1TiKaL han salido en defensa de Scott, compartiendo muchas de las mismas críticas contra Hall. Además, jugadores prolíficos como xQc, PewDiePie y Jacksepticeye, incluido el activista de derechos del consumidor Louis Rossmann, han mostrado su apoyo a la iniciativa.

### Ubisoft
Ubisoft inicialmente se negó a comentar sobre la situación con The Crew. Después de una severa reacción negativa por parte de sus jugadores, impulsada en parte por la iniciativa Stop Killing Games según PC Gamer, Ubisoft prometió agregar un modo fuera de línea a The Crew 2 y The Crew Motorfest, aunque no se mencionó el discontinuado primer The Crew. En abril de 2025, Ubisoft lanzó un video de actualización sobre el próximo modo sin conexión para The Crew 2, indicando que no todas las funciones estarán disponibles sin conexión y que las pruebas de juego del modo comenzarán el 30 de abril. El modo sin conexión para Motorfest aún está planeado.

### Ley
En septiembre de 2024, se firmó la nueva ley californiana AB 2426 que obliga a las tiendas digitales a revelar lo que el usuario obtiene después de realizar una transacción para acceder a bienes digitales, lo que hace ilegal el uso de los términos «comprar» y «adquirir», mientras que solo proporciona una licencia que puede revocarse en cualquier momento, una práctica común entre las tiendas digitales. La ley no se extiende a los juegos que se pueden jugar sin conexión de forma permanente. La ley entró en vigor el 1 de enero de 2025. En octubre de 2024, Steam agregó una exención de responsabilidad que indica que la compra de un juego solo otorga una licencia. GOG.com, una tienda en línea sin DRM, respondió a la ley publicando un banner conceptual que afirma que los instaladores de juegos sin conexión de GOG «no pueden ser retirados».